# Populus tremula
Populus tremula, el álamo temblón, chopo temblón o lamparilla es un árbol de fronda perteneciente a la familia de las salicáceas, que se distingue de otras especies emparentadas por los largos pedúnculos que se mueven con el viento y le dan su nombre.

## Distribución
Es nativo de regiones frescas y templadas de Europa y de Asia, desde las islas británicas al este de la península de Kamchatka, al norte adentrándose en el círculo polar ártico en Escandinavia y norte de Rusia, en el sur hasta el centro de España y Turquía. En  Tian Shan, Corea del Norte, y norte de Japón. También se halla en un sitio del noroeste de África en Argelia. En el sur de su distribución, aparece en zonas elevadas  en montañas. En España vive en altitudes de 900 a 1900 m, sobre todo en las montañas de la mitad norte,  desde el este de la Cordillera Cantábrica hasta los Pirineos orientales, aunque baja de forma aislada hasta la Sierra de María (Almería) y Sierra de Gor (Granada).  Medra también en la cornisa cantábrica hasta las inmediaciones del mar (Cantabria y Guipúzcoa). En Castilla y León se encuentra ampliamente extendido, abundando en las orlas montañosas. Desciende a lo largo de cursos fluviales como a lo largo de todo el valle del Ebro, formando bosques de ribera, el Arlanza, Carrión, Pisuerga, Cadagua y Duero, hasta incluso los 300 m de altitud en el burgalés Valle de Mena y las Arribes del Duero salmantinas. En el río Cega por Cuéllar, en Toro, en el Valle del Tera, en los ríos Sil, Curueño, Esla, Órbigo. En el Sistema Central en Ayllón, Somosierra, Guadarrama, Gredos en el alto Tormes y en el Adaja. También se encuentra en abundancia en parques de ciudades latinoamericanas como Quito, Cuenca, Bogotá y Santiago de Chile.
En Portugal únicamente en Trás-os-Montes.

## Descripción
Es un árbol mediano, caducifolio que alcanza de 10–25 m de altura, con un tronco de 1 m de diámetro. La corteza es pálida gris-verdosa y lisa en ejemplares jóvenes con lenticelas grisáceas oscuras en forma diamantada , para quedar gris muy oscuro y con fisuras en los más viejos. Las hojas  producidas en ramas de árboles maduros, son casi redondas, ligeramente más anchas que largas de 2-8 cm de diámetro, con un margen dentado y  un aplanado pecíolo de 4-8 cm de largo. El pecíolo plano le permite temblar, incluso con leve brisa, y es la fuente de su nombre científico. Las hojas de las plantas de semillero y de rápido crecimiento son muy diferentes, tienen forma de corazón o casi triangular, y con frecuencia mucho mayores, de hasta 20 cm de largo; su pecíolo es también menos aplanado.  Las flores son polinizadas por el viento y se producen a comienzos de primavera antes de que aparezcan las nuevas hojas, son dioicos, con machos y hembras  en diferentes árboles. Maduran a principios de verano y llevan de 10-20 cápsulas cada uno con numerosas y diminutas semillas.  El viento ayuda a la dispersión de las semillas cuando las cápsulas se dividen y abren en la fecha de vencimiento.
Se distingue del pariente norteamericano Populus tremuloides por las hojas más rugosas.
Es la especie de álamo más extendida en el planeta.
Es considerado como un árbol de rápido crecimiento.

## Ecología
Es una especie rústica, tolera inviernos largos y fríos, y cortos  veranos.
Como otros álamos, se dispersa extensamente por rebrotes de raíces, hasta a 40 m de los padres, formando extensas colonias clonales.
Los híbridos con Populus alba  (Populus × canescens), están ampliamente extendidos en Europa y el centro de Asia. Los híbridos con varios otros álamos se siguen investigando en Institutos Forestales con el objetivo de encontrar ejemplares con más producción maderera  y más resistencia a enfermedades (e.g. P. tremula × P. tremuloides, cruce en Dinamarca).

## Usos
La madera del álamo temblón es blanca y ligera, homogénea, elástica, de densidad media y de duramen poco marcado. La albura es de color blanco o crema mientras que el duramen es blanco grisáceo o crema. Es ligera, y sin olor, tradicionalmente empleada para confeccionar cajas para transportar alimentos como queso y pan, manzanas etc. Recién cortado el árbol, la madera pesa considerablemente debido a su elevado contenido en agua. Tradicionalmente se ha empleado para la fabricación de carretas en las comarcas montañosas, ya que resiste muy bien el desgaste fuerte, así como el choque y el golpeteo. Por esta razón se ha empleado también para cajones de muebles y embalajes.
Al cortarse con máquinas apenas se astilla, cualidad que le hace especialmente indicada para fabricar cerillas y palillos de dientes, así como los paneles para pintar al óleo. El álamo temblón, pobo tiemblo o tremoleta se emplea frecuentemente como planta medicinal. Su corteza y yemas son febrífugas y antiescorbúticas. Estas últimas se utilizan contra las hemorroides. Además son también vermífugas para los caballos. Con las yemas se fabrica un bálsamo utilizado por los curanderos y brujas galeses. En el norte de Europa en épocas de hambruna la corteza interna se muele y con ella se puede fabricar harina comestible.

## Etnografía
Las tiras largas obtenidas de hendir los troncos delgados y ramas gruesas, al igual que con el castaño, se emplean en cestería en el norte de España, principalmente para canastos y cuévanos. Desde Galicia a Gerona se utilizan los largos fustes de álamo temblón como fuente de aprovisionamiento para construcción de vigas para techumbres de cuadras y arquitectura tradicional. Resulta apreciado el hecho de que se clave y atornille bien. En La Carballeda zamorana se emplean los largos tallos de estos álamos para los altos pendones de las procesiones. En León y Zamora se conocen como trasgales a los bosquetes de este álamo. La trasga es una pieza de madera empleada para unir el yugo y el arado. También se ha empleado asiduamente para fabricar cribas o cedazos para la limpia del cereal. En el Pirineo aragonés  en el Somontano de Sobrarbe y en el río Vero al temblón se le llama con el sobrenombre de escaleral debido a que en Colungo se dedicaban a hacer escaleras. En numerosas comarcas de Castilla y sobre todo en el ámbito leonés es muy típica la celebración del mayo, ligada a las más ancestrales culturas. El mayo es un fuste recto y esbelto de álamo que suele ser de Populus tremula. Tradicionalmente los mozos del pueblo eligen un fuste recto y lo llevan a la plaza donde se pina el mayo, es decir que se hinca vertical y queda plantado.

## Taxonomía
Populus tremula fue descrita por Carlos Linneo y publicado en Species Plantarum 2: 1034. 1753.
Citología
Número de cromosomas de Populus tremula (Fam. Salicaceae) y táxones infraespecíficos: n=19; 2n=38
Sinonimia
- Populus tremula var. villosa (O.Lang) Peterm.
- Populus villosa O.Lang[11]
- Populus pseudotremula N.I. Rubtzov[12]

## Nombres comunes
- Castellano: alamillo, chopo, chopo canariense, chopo falso, chopo temblón, álamo, álamo bastardo, álamo blanco, álamo líbico, álamo temblón, lamparilla, temblón, tiemblo, tremol, tremoleta, tremolin, tremolina, tremolín.[13]

## Galería

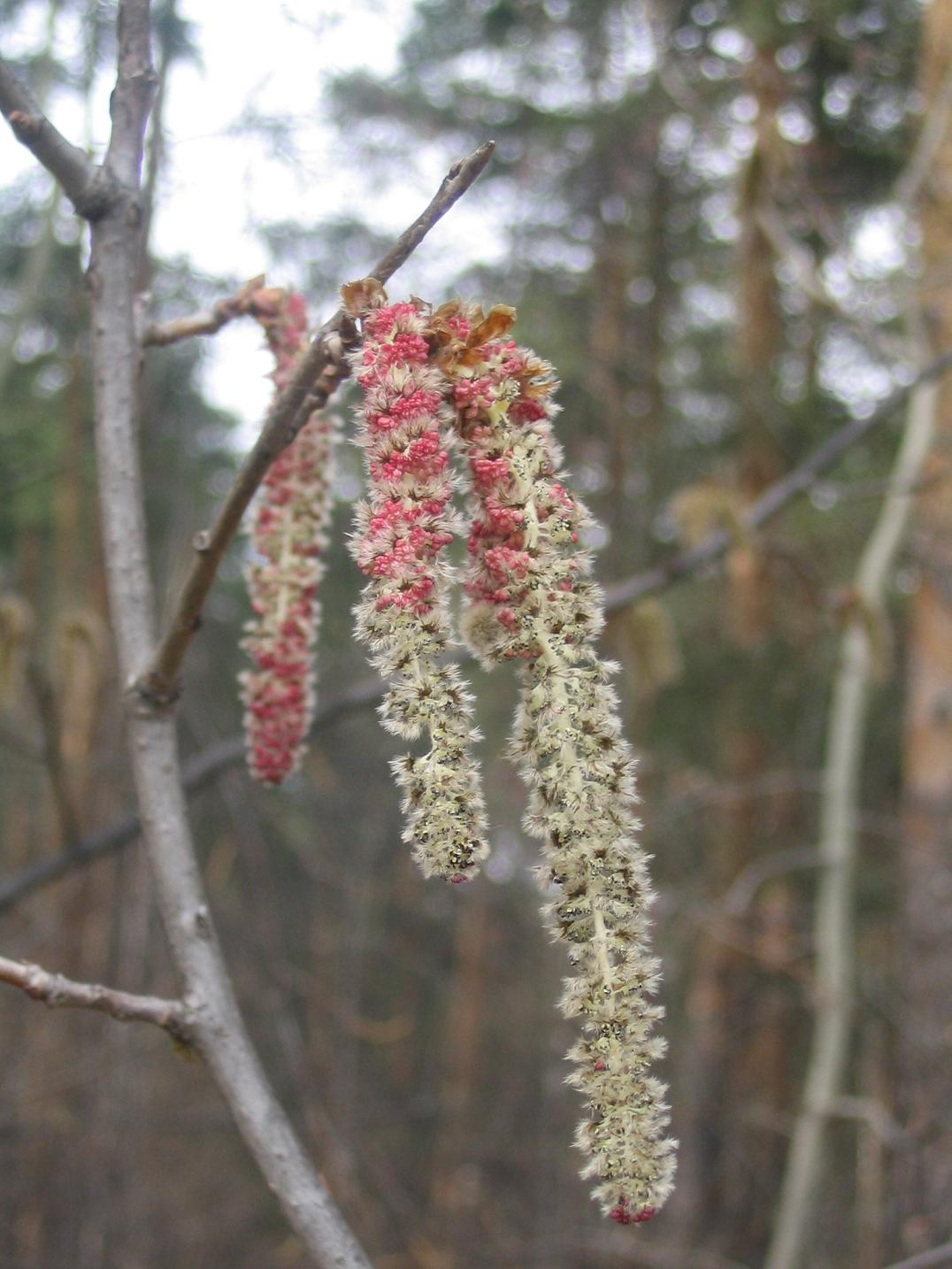
Amentos masculinos
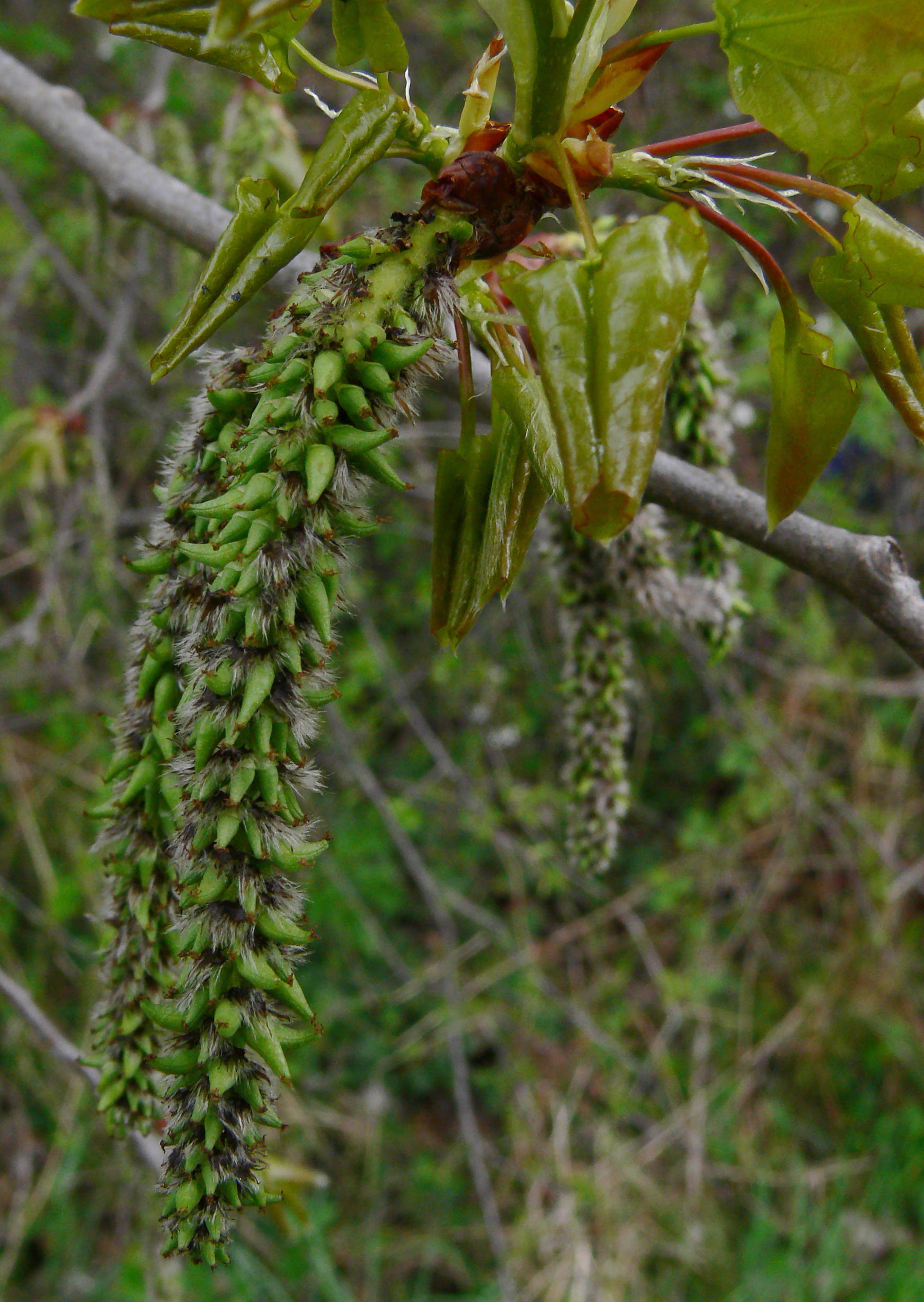
Amentos femeninos
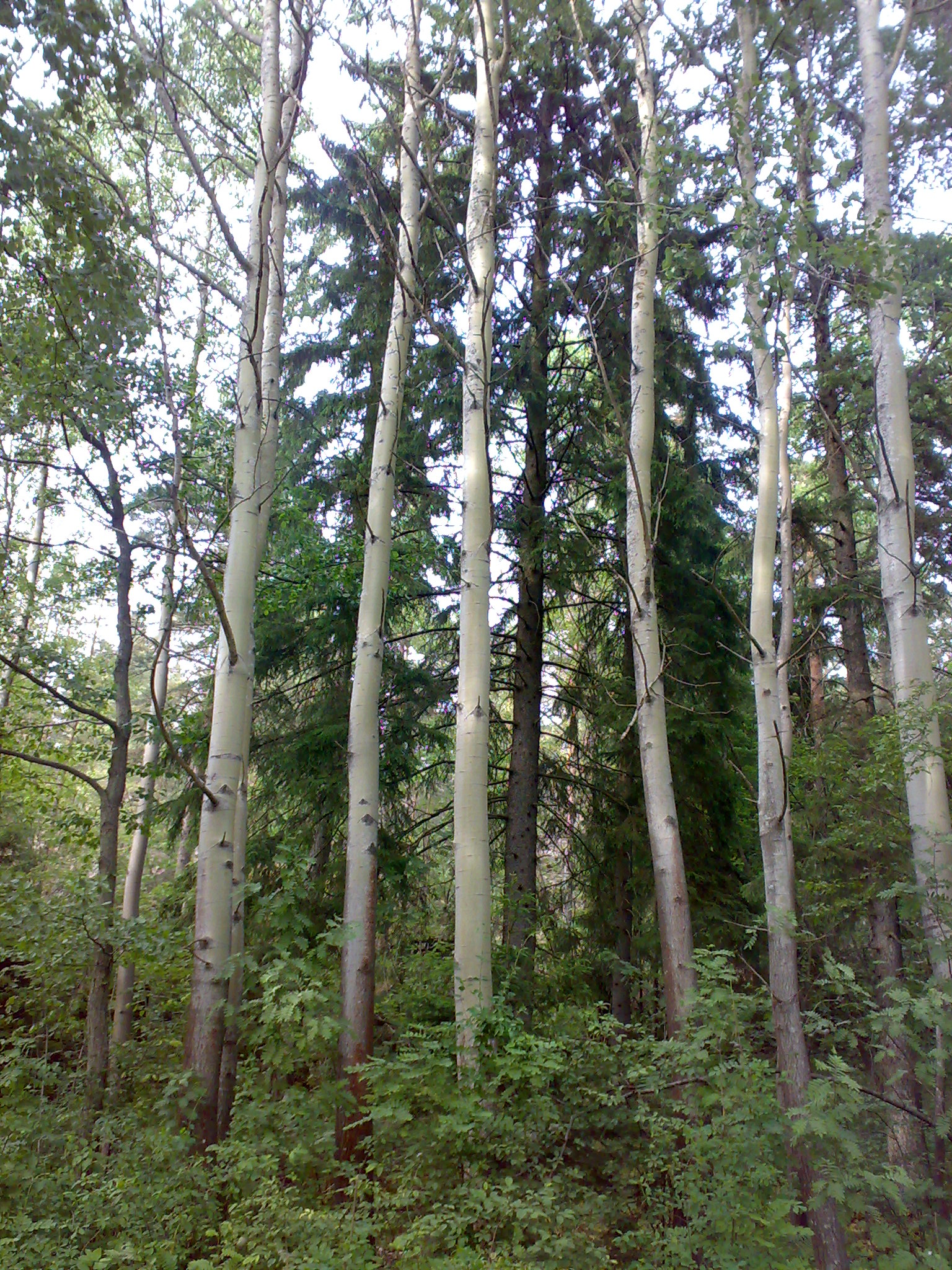
Bosquete de temblones
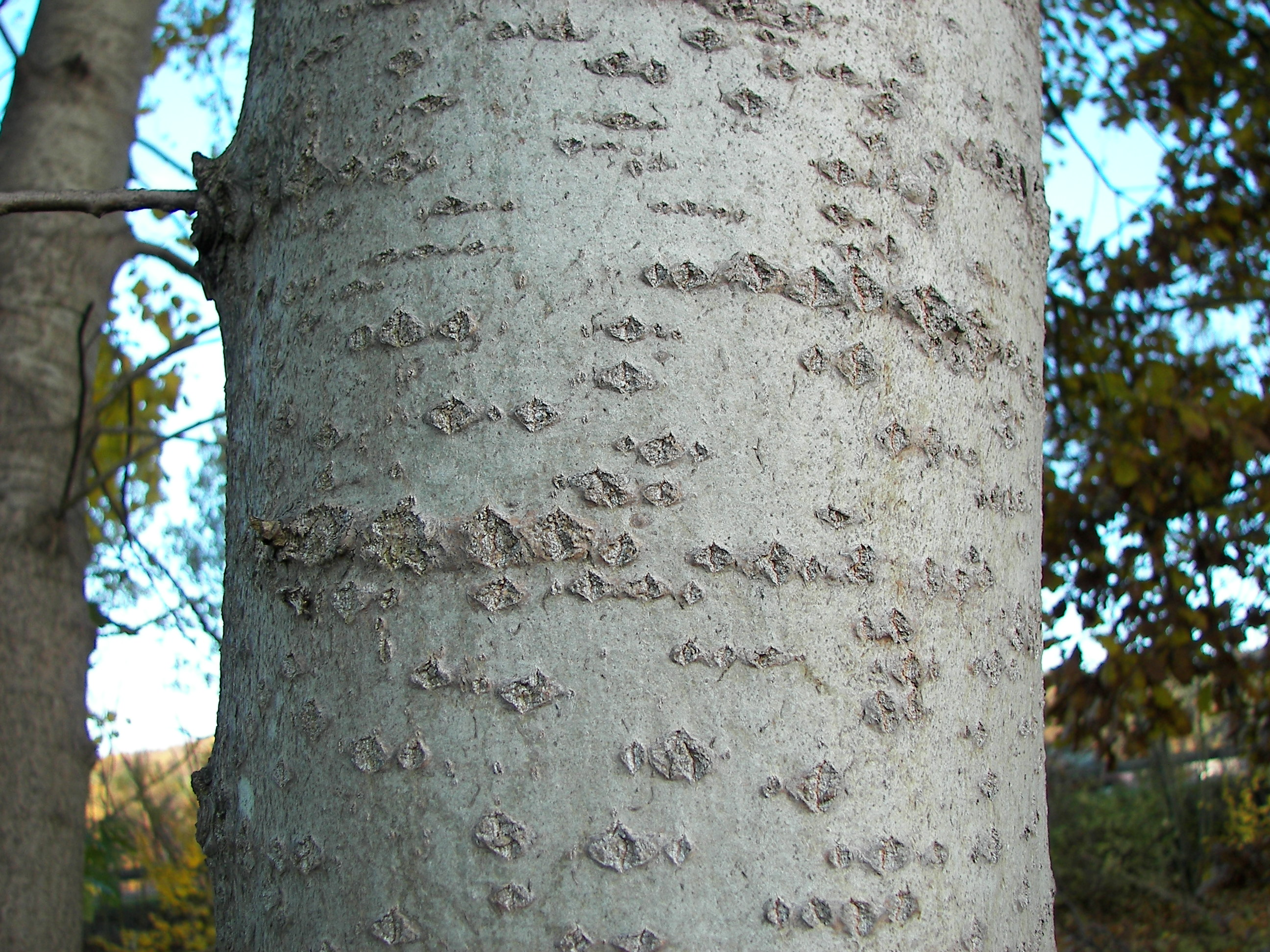
Tronco